# Psychotria trichocephala
Psychotria trichocephala är en måreväxtart som beskrevs av Eduard Friedrich Poeppig. Psychotria trichocephala ingår i släktet Psychotria och familjen måreväxter. Inga underarter finns listade i Catalogue of Life.